# Dew-Scented
Dew-Scented — трэш-метал-группа из немецкого города Брауншвейг. Была сформирована в 1992 году. Они выпустили 9 студийных альбомов и следует заметить что все они начинаются на «I».

## Участники

### Действующие
- Leif Jensen — вокал (с 1992)
- Marvin Vriesde — гитара (c 2008)
- Rory Hansen — гитара (с 2012)
- Joost Van Der Graaf — бас-гитара (с 2012)
- Koen Herfst — ударные (с 2012)

### Бывшие
- Jörg Szittnick — гитара (1992-1996)
- Florian Müller — гитара (1996-2008)
- Martin Walczak — гитара (2008-2010)
- Patrick Heims — бас-гитара (1992-2001)
- Alexander Pahl — бас-гитара (2002-2011)
- Ralf Klein — гитара (1992-2000)
- Hendrik Bache — гитара (2001-2008)
- Michael Borchers — гитара (2008-2012)
- Tarek Stinshoff — ударные (1992-1997)
- Uwe Werning — ударные (1997-2008)
- Andreas Jechow — ударные (2007)
- Marc-Andrée Dieken — ударные (2008-2012)

## Дискография
- 1994 — Symbolization (demo)
- 1996 — Immortelle
- 1998 — Innoscent
- 1999 — Ill-Natured
- 2002 — Inwards
- 2003 — Impact
- 2005 — Issue VI
- 2007 — Incinerate
- 2010 — Invocation
- 2012 — Icarus
- 2015 — Intermination